# حفظ الدارات المتكاملة

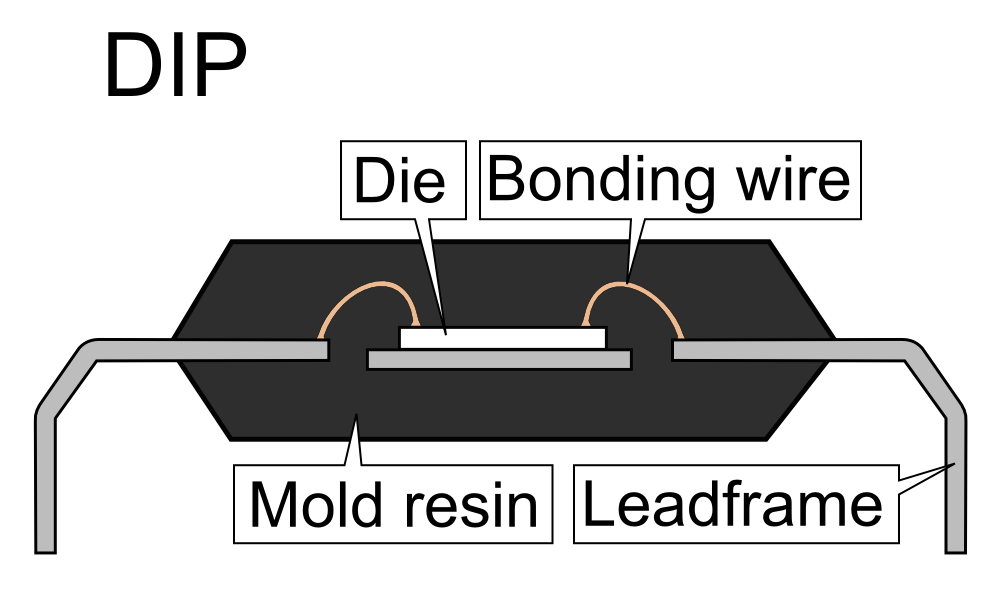
مقطع عرضي لحزمة مزدوجة في الخط. يحتوي هذا النوع من العبوات على قالب شبه موصل صغير، مع أسلاك مجهرية تربط القالب بإطارات الرصاص ، مما يسمح بإجراء توصيلات كهربائية إلى لوحة الدوائر المطبوعة.

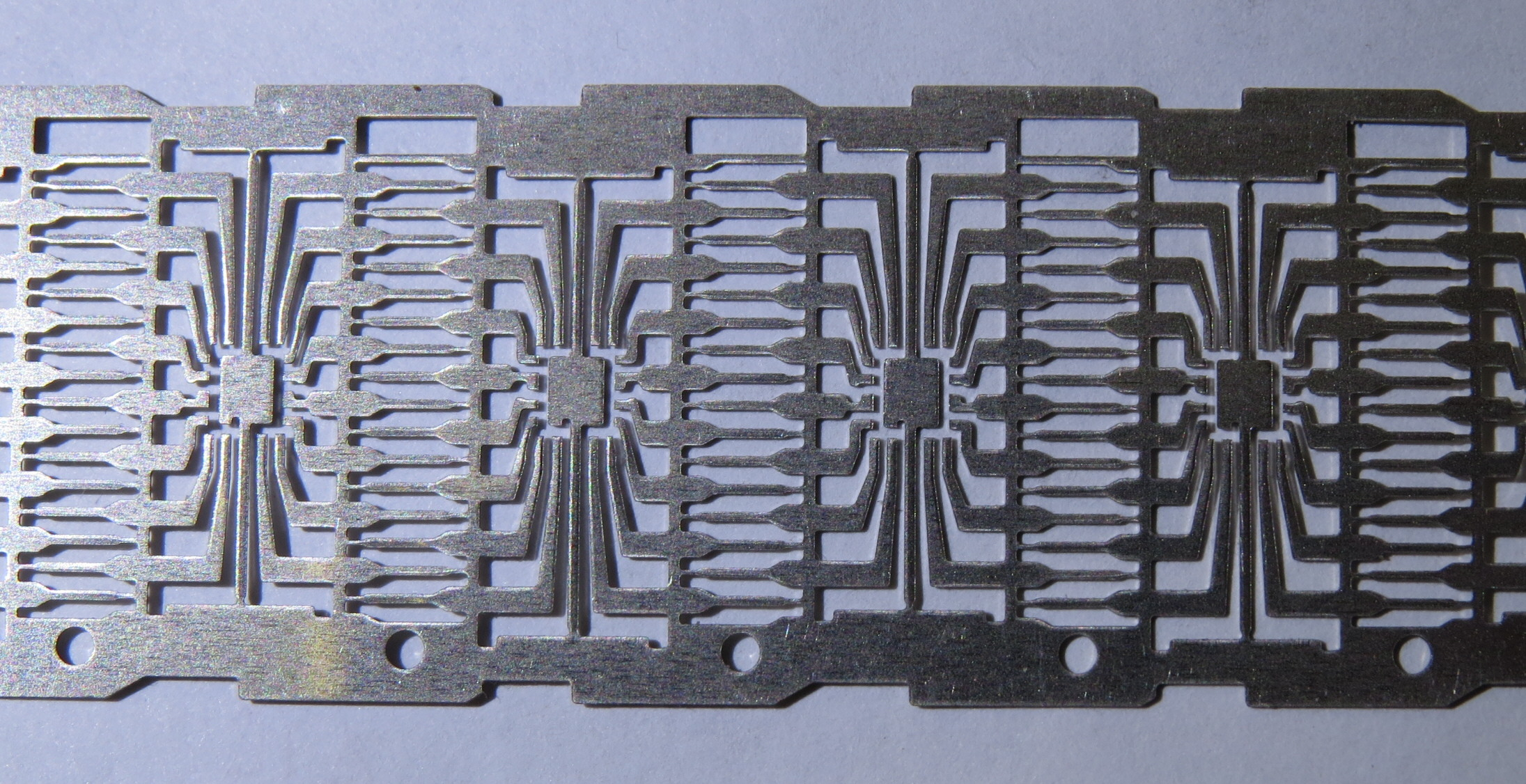
شريط إطار معدني ثنائي الخط (DIP) متكامل مع جهات اتصال

حفظ الدارات المتكاملة Integrated circuit packaging- تُعد عملية تغليف أو حفظ الدائرة المتكاملة بمثابة المرحلة النهائية في تصنيع الأجهزة شبه الموصلة، حيث يتم حفظ القالب في علبة داعمة تمنع التلف المادي والتآكل. تدعم العلبة، المعروفة باسم " الحزمة "، جهات الاتصال الكهربائية التي تربط الجهاز بلوحة الدائرة.
وتلي مرحلة التعبئة والحفظ اختبار الدائرة المتكاملة.

## اعتبارات التصميم

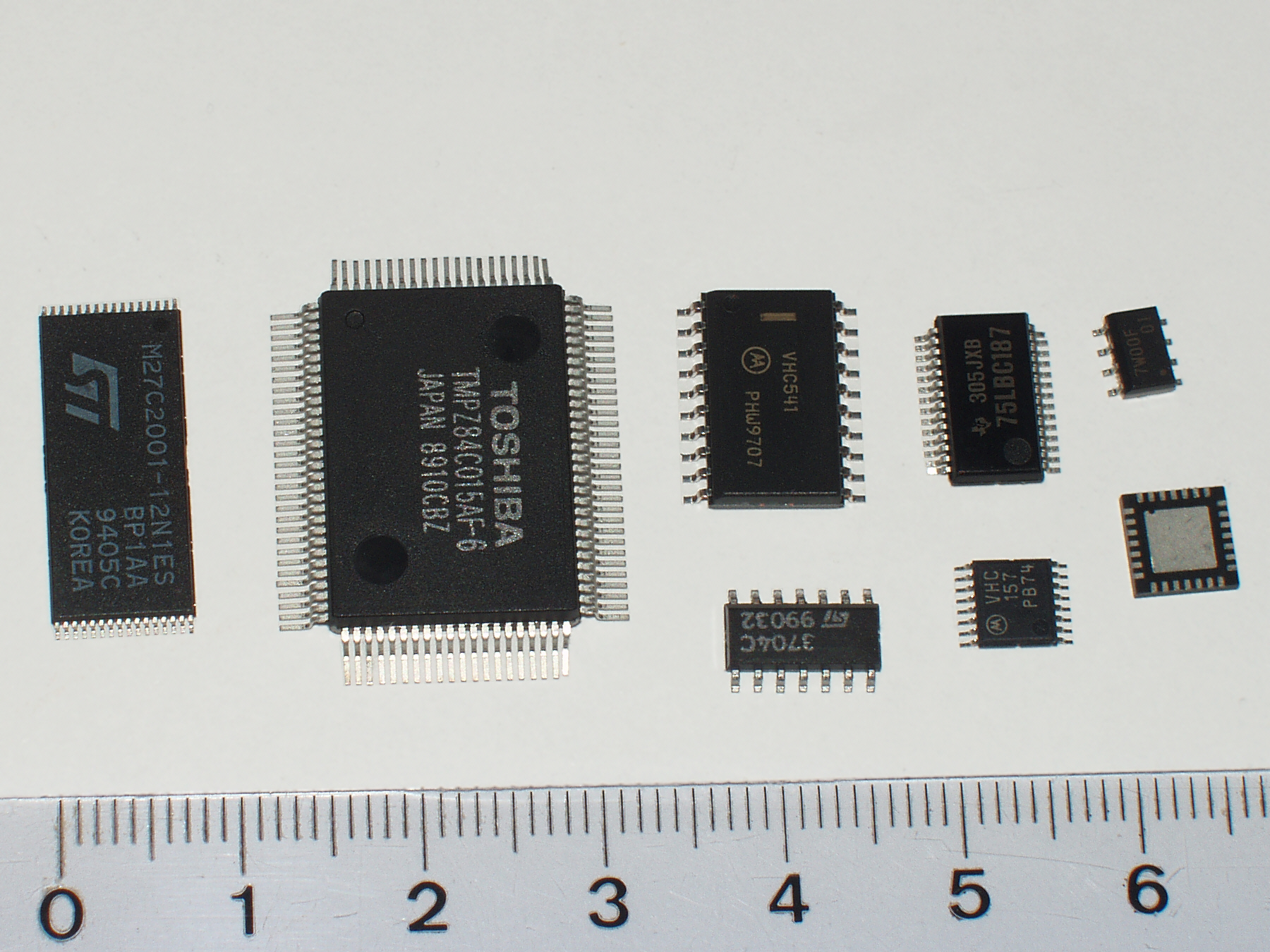
حزم IC المتنوعة (من اليسار إلى اليمين): TSSOP-32، TQFP-100، SO-20، SO-14، SSOP-28، SSOP-16، SO-8، QFN-28

### كهربائيًا
المسارات الحاملة للتيار التي تخرج من القالب، عبر الحزمة، وإلى داخل لوحة الدائرة المطبوعة (PCB) لها خصائص كهربائية مختلفة جدًا مقارنة بالإشارات الموجودة على الشريحة. فهي تتطلب تقنيات تصميم خاصة، وتحتاج إلى طاقة كهربائية أكبر بكثير من الإشارات التي تقتصر على الشريحة نفسها. لذلك، من المهم أن تتميز المواد المستخدمة بوصفها جهات اتصال كهربائية بخصائص محددة مثل: المقاومة المنخفضة، والسعة المنخفضة، والمحاثة المنخفضة.  ويجب أن يعطي كل من الهيكل والمواد الأولوية لخصائص نقل الإشارة، مع التقليل من أي عناصر طفيلية يمكن أن تؤثر سلبًا على الإشارة.
والتحكم في هذه الخصائص يصبح أكثر أهمية بشكل متزايد مع تسارع بقية التكنولوجيا. فمن المحتمل أن تشكل تأخيرات التعبئة والحفظ ما يقرب من نصف تأخير الكمبيوتر عالي الأداء، ومن المتوقع أن يزداد هذا الاختناق في السرعة. 

### ميكانيكيًا وحراريًا
يجب على حزمة الدائرة المتكاملة أن تقاوم الكسر المادي، وتمنع الرطوبة، وتوفر أيضًا تبديدًا فعالًا للحرارة من الشريحة. وعلاوة على ذلك، وفيما يتعلق بتطبيقات التردد اللاسلكي، فعادة ما تكون الحزمة مطلوبة لحجب التداخل الكهرومغناطيسي، والذي قد يؤدي إلى تدهور أداء الدائرة أو يؤثر سلبًا على الدوائر المجاورة. وفي النهاية، يجب أن تسمح الحزمة بربط الشريحة بلوحة الدوائر المطبوعة.  والمواد التي تتكون منها العبوة إما أن تكون بلاستيكية ( مادة صلبة بالحرارة أو بلاستيكية حرارية ) أو معدنية (عادة ما تكون من نوع كوفارKovar ) أو سيراميك. والمادة البلاستيكية الشائعة المستخدمة في هذا هي الإيبوكسي - كريسول - نوفولاك (ECN).  توفر جميع أنواع المواد الثلاثة قوة ميكانيكية قابلة للاستخدام ومقاومة للرطوبة والحرارة. ومع ذلك، وفيما يتعلق بالأجهزة ذات المستوى الأعلى، عادة ما يتم تفضيل الحزم المعدنية والسيراميكية بسبب قوتها العالية (والتي تدعم أيضًا التصميمات ذات عدد الدبابيس الأعلى)، وتبديد الحرارة، والأداء المحكم، أو لأسباب أخرى. وبشكل عام، تكون العبوات الخزفية أكثر تكلفة من العبوات البلاستيكية المماثلة. 
تحتوي بعض العبوات على زعانف معدنية (اسطح ممتدة) بهدف تعزيز نقل الحرارة، إلا أن هذه الزعانف تشغل مساحة. وتسمح الحزم الأكبر أيضًا بمزيد من الدبابيس المترابطة. 

### اقتصاديًا
التكلفة هي عامل في اختيار التعبئة والحفظ للدوائر المتكاملة. عادةً، يمكن لحزمة بلاستيكية غير مكلفة تبديد الحرارة حتى 2 وات، وهو ما يكفي للعديد من التطبيقات البسيطة، وعلى الرغم من أن حزمة سيراميك مماثلة يمكنها أن تبدد ما يصل إلى 50 وات في نفس السيناريو.  وبما أن الرقائق الموجودة داخل العبوة تصبح أصغر حجمًا وأسرع، فإنها تميل أيضًا إلى أن تصبح أكثر سخونة. ومع تزايد الحاجة إلى تبديد الحرارة بشكل أكثر فعالية، ترتفع تكلفة الحفظ معها. بشكل عام، يمكن القول: أنه كلما كانت العبوة أصغر وأكثر تعقيدًا، كلما كانت تكلفة تصنيعها أعلى.  ويمكن استخدام الربط السلكي بدلاً من التقنيات مثل الشريحة المقلوبة لتقليل التكاليف. 

## تاريخ

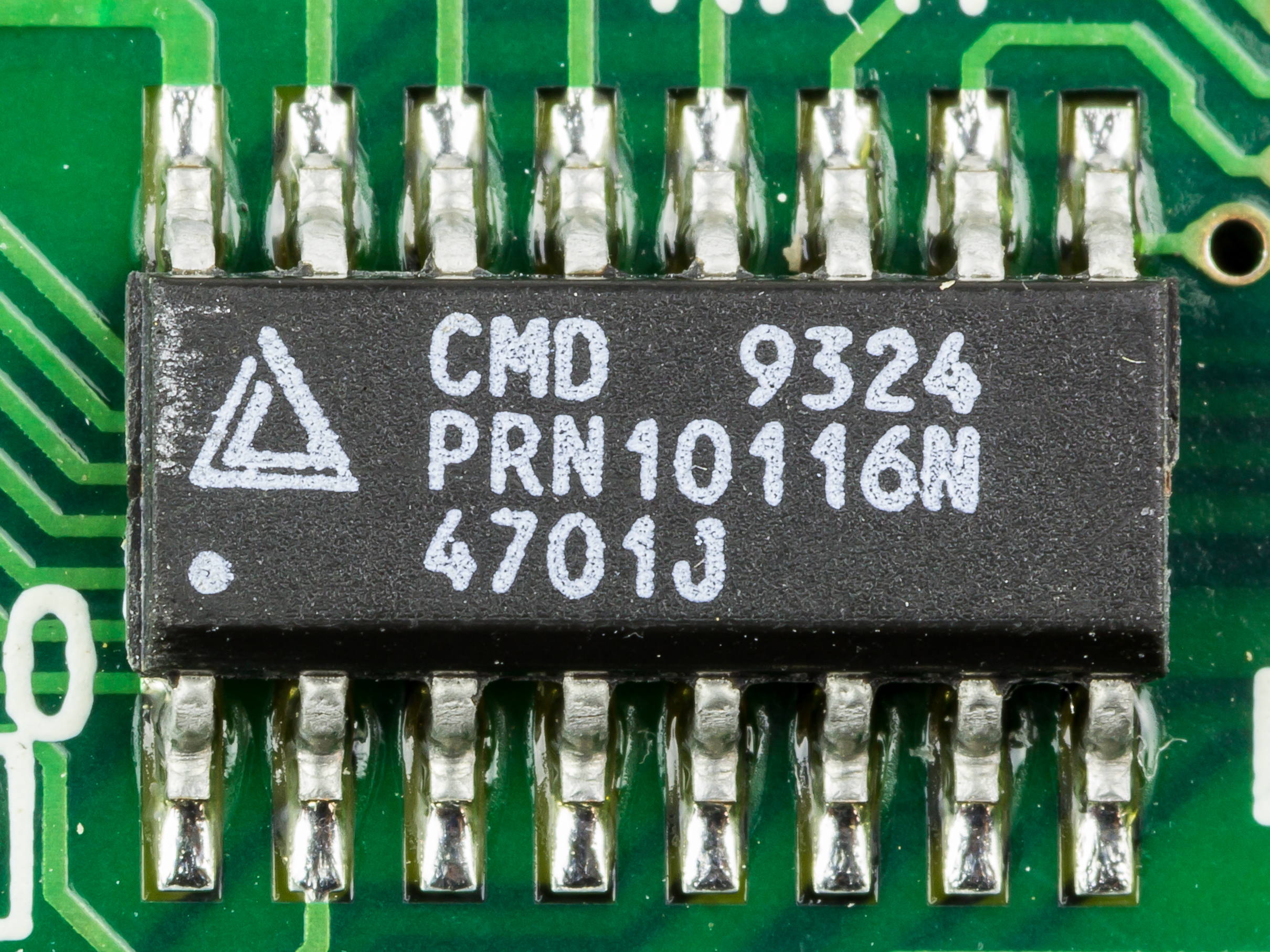
دائرة متكاملة ذات مخطط صغير. تحتوي هذه الحزمة على 16 سلكًا "جناح النورس" بارزًا من الجانبين الطويلين ومسافة بين الأسلاك تبلغ 0.050 بوصة.

كانت الدوائر المتكاملة المبكرة معبأة ومحفوظة في عبوات مسطحة من السيراميك، والتي استخدمها الجيش لسنوات عديدة لموثوقيتها وصغر حجمها. وكان النوع الآخر من الحفظ المستخدم في سبعينيات القرن العشرين، والذي يُسمى ICP (حزمة الدائرة المتكاملة)، عبارة عن حزمة سيراميكية (مستديرة في بعض الأحيان مثل حزمة الترانزستور)، مع وجود الأسلاك على جانب واحد، بشكل محوري مع محور الحزمة.
انتقلت التعبئة التجارية للدوائر بسرعة إلى العبوة المزدوجة المضمنة (DIP)، في البداية من السيراميك ثم لاحقًا من البلاستيك.  وفي ثمانينيات القرن العشرين، تجاوز عدد دبابيس VLSI الحد العملي لحفظ DIP، مما أدى إلى ظهور حزم شبكة الدبابيس (PGA) وحاملات الرقائق الخالية من الرصاص (LCC).  وقد ظهرت عبوات التركيب السطحي في أوائل الثمانينيات وأصبحت شائعة في أواخر الثمانينيات، باستخدام درجة أدق من الرصاص مع الرصاص المشكل إما على شكل جناح النورس أو رصاص على شكل حرف J، كما هو موضح في الدائرة المتكاملة ذات الخطوط العريضة الصغيرة - وهي حاملة تشغل مساحة أقل بنحو 30 إلى 50% من DIP المكافئ، مع سمك نموذجي أقل بنسبة 70%. 

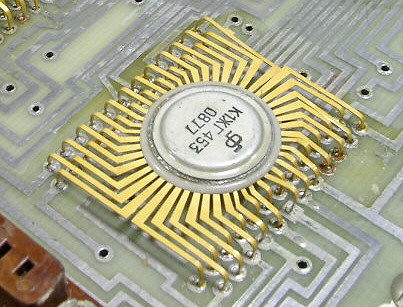
دائرة متكاملة من صنع الاتحاد السوفييتي المبكر. يتم وضع كتلة صغيرة من المواد شبه الموصلة (القالب) داخل العلبة المعدنية المستديرة (الحزمة).

كان الابتكار الكبير التالي هو حزمة مجموعة المناطق، والتي تضع محطات الربط المتبادلة في جميع أنحاء مساحة السطح الخاصة بالحزمة، مما يوفر عددًا أكبر من الاتصالات مقارنة بأنواع الحزم السابقة حيث يتم استخدام المحيط الخارجي فقط. كانت حزمة مصفوفة المنطقة الأولى عبارة عن حزمة مصفوفة شبكة دبابيس سيراميكية.  وبعد فترة وجيزة، أصبحت مجموعة شبكة الكرات البلاستيكية (BGA)، وهي نوع آخر من عبوات مجموعة المناطق، واحدة من أكثر تقنيات الحفظ استخدامًا. 
وفي أواخر التسعينيات من القرن العشرين، حلت العبوات البلاستيكية الرباعية المسطحة (PQFP) والحزم الرفيعة الصغيرة (TSOP) محل حزم PGA باعتبارها الأكثر شيوعًا للأجهزة ذات عدد الدبابيس المرتفع،  على الرغم من أن حزم PGA لا تزال تُستخدم غالبًا في المعالجات الدقيقة. ومع ذلك، قامت الشركات الرائدة في الصناعة Intel وAMD في العقد الأول من القرن الحادي والعشرين بالتحول من حزم PGA إلى حزم مصفوفة الشبكة الأرضية (LGA). 
كانت حزم مصفوفة الشبكة الكروية (BGA) موجودة منذ السبعينيات من القرن العشرين، ولكنها تطورت إلى حزم مصفوفة الشبكة الكروية ذات الشريحة المقلوبة (FCBGA) في التسعينيات من القرن العشرين. تسمح حزم FCBGA بعدد دبابيس أعلى بكثير من أي أنواع حزم موجودة. وفي حزمة FCBGA، يتم تثبيت القالب رأسًا على عقب (مقلوبًا) ويتصل بكرات الحزمة عبر ركيزة تشبه لوحة الدائرة المطبوعة بدلاً من الأسلاك. وتسمح حزم FCBGA بتوزيع مجموعة من إشارات الإدخال والإخراج (تسمى Area-I/O) على الشريحة بأكملها بدلاً من حصرها في محيط الشريحة.  وقد تم استبدال الركائز الخزفية لـ BGA بركائز عضوية من أجل تقليل التكاليف واستخدام تقنيات تصنيع PCB الحالية لإنتاج المزيد من الحزم في وقت واحد باستخدام ألواح PCB أكبر أثناء التصنيع. 
الإشارات التي تخرج من القالب، عبر العبوة، وإلى داخل لوحة الدائرة المطبوعة لها خصائص كهربائية مختلفة للغاية، وذلك مقارنة بالإشارات الموجودة على الشريحة. وهي تتطلب تقنيات تصميم خاصة، كما أنها تحتاج إلى طاقة كهربائية أكبر بكثير من الإشارات التي تقتصر على الشريحة نفسها.
تتكون التطورات الحديثة من تكديس عدة قوالب في حزمة واحدة تسمى SiP، وهي اختصار System In Package، أو الدائرة المتكاملة ثلاثية الأبعاد. يُطلق على عملية دمج عدة قوالب على ركيزة صغيرة، غالبًا ما تكون من السيراميك، اسم MCM أو وحدة متعددة الشرائح . إن الحدود بين MCM الكبيرة ولوحة الدوائر المطبوعة الصغيرة غير واضحة في بعض الأحيان.

## أنواع الحزم الشائعة
- تقنية الثقب المباشر
- تقنية التركيب السطحي
- حامل الشريحة
- مجموعة شبكة الدبابيس
- حزمة مسطحة
- دائرة متكاملة ذات مخطط صغير
- حزمة بمقياس الشريحة
- مجموعة شبكة الكرة
- ترانزستور، ثنائي، حزم دوائر متكاملة ذات عدد دبابيس صغير
- حزم متعددة الشرائح

## العمليات
بالنسبة للدوائر المتكاملة التقليدية، بعد تقطيع الرقاقة إلى مجموعة مكعبات، يتم التقاط القالب من الرقاقة المقطعة إلى مكعبات باستخدام طرف مفرغ أو كوب شفط  ويخضع لتركيب القالب وهي الخطوة التي يتم خلالها تثبيت القالب وتثبيته على العبوة أو هيكل الدعم (الرأس).  وفي التطبيقات عالية الطاقة، يتم عادةً ربط القالب بطريقة إيتكتيكية على العبوة، عن طريق استخدام لحام الذهب والقصدير أو الذهب والسيليكون على سبيل المثال (للتوصيل الجيد للحرارة). وبالنسبة للتطبيقات منخفضة التكلفة ومنخفضة الطاقة، غالبًا ما يتم لصق القالب مباشرة على ركيزة (مثل لوحة الأسلاك المطبوعة ) باستخدام لاصق إيبوكسي. يمكن أيضًا ربط القوالب باستخدام اللحام. تُستخدم هذه التقنيات عادةً عندما يتم ربط القالب بالأسلاك؛ ولا تستخدم القوالب التي تستخدم تقنية الشريحة المقلوبة هذه التقنيات الخاصة بالتثبيت.  
تُعرف رابطة الدائرة المتكاملة أيضًا باسماء مثل: رابطة القالب، وربط القالب، وتركيب القالب. 
يتم تنفيذ العمليات التالية في مرحلة التعبئة والحفظ، كما يتم تقسيمها إلى خطوات الربط والحفظ وربط الرقاقة. مع ملاحظة أن هذه القائمة ليست شاملة ولا يتم تنفيذ كل هذه العمليات لكل حزمة، حيث تعتمد العملية بشكل كبير على نوع الحزمة.
- رابطة IC
  - ربط الأسلاك
  - الترابط الحراري الصوتي
  - الترابط السفلي
  - الترابط الآلي للشريط
  - رقاقة فليب
  - حفظ اللحاف
  - ربط الفيلم
  - ربط الفاصل
  - تثبيت قالب التلبيد
- حفظ الدوائر المتكاملة
  - تقسية
  - تصفيح أو طلي
  - وضع العلامات بالليزر
  - التشذيب والتشكيل
- ربط الرقاقة

تعتبر عملية تثبيت قالب التلبيد عملية تتضمن وضع قالب أشباه الموصلات على الركيزة، ومن ثمة تعريضها لدرجة حرارة عالية وضغط في بيئة خاضعة للرقابة.